# Damage (álbum de Jimmy Eat World)
Damage es el octavo disco de estudio de Jimmy Eat World, que salió a la venta el 11 de junio de 2013. «I Will Steal You Back» fue anunciado como el primer sencillo del álbum el 16 de abril de 2013.

## Producción
El álbum fue grabado en otoño de 2012 con Alain Johannes como productor.

## Lista de canciones
| N.º | Título                  | Duración |  |
| 1.  | «Appreciation»          | 3:17     |  |
| 2.  | «Damage»                | 3:08     |  |
| 3.  | «Lean»                  | 3:05     |  |
| 4.  | «Book of Love»          | 3:56     |  |
| 5.  | «I Will Steal You Back» | 3:29     |  |
| 6.  | «Please Say No»         | 4:41     |  |
| 7.  | «How'd You Have Me»     | 3:43     |  |
| 8.  | «No, Never»             | 3:51     |  |
| 9.  | «Byebyelove»            | 4:32     |  |
| 10. | «You Were Good»         | 4:14     |  |